# Bocage à Osmoderma eremita au nord de la forêt de Perseigne
Bocage à Osmoderma eremita au nord de la forêt de Perseigne este o arie protejată (sit de importanță comunitară — SCI) din Franța întinsă pe o suprafață de 6.236 ha, integral pe uscat.

## Localizare
Centrul sitului Bocage à Osmoderma eremita au nord de la forêt de Perseigne este situat la coordonatele 48°27′27″N 0°16′11″E / 48.4575°N 0.26972°E.

## Înființare
Situl Bocage à Osmoderma eremita au nord de la forêt de Perseigne a fost declarat arie specială de conservare în baza directivei 92/43 din 1992 referitoare la conservarea habitatelor naturale și a faunei și florei sălbatice pentru a proteja 3 specii de animale.

## Biodiversitate
Situată în ecoregiunea atlantică, aria protejată nu include niciun habitat protejat.
La baza desemnării sitului se află mai multe specii protejate de  nevertebrate (3): croitorul mare al stejarului (Cerambyx cerdo), rădașcă (Lucanus cervus), Osmoderma eremita.
Pe lângă speciile protejate, pe teritoriul sitului au mai fost identificate 1 specie de păsări.